# Ясень (город)
Ясень (Жарский повят) (пол. Jasień (powiat żarski), нем. Gassen) — город в Польше, входит в Любушское воеводство, Жарский повят. Занимает площадь 3,05 км². Население — 4569 человек (на 2004 год).

## Известные уроженцы
- Цешау, Генрих Антон фон (1789—1870) — саксонский политический и государственный деятель.

## Галерея

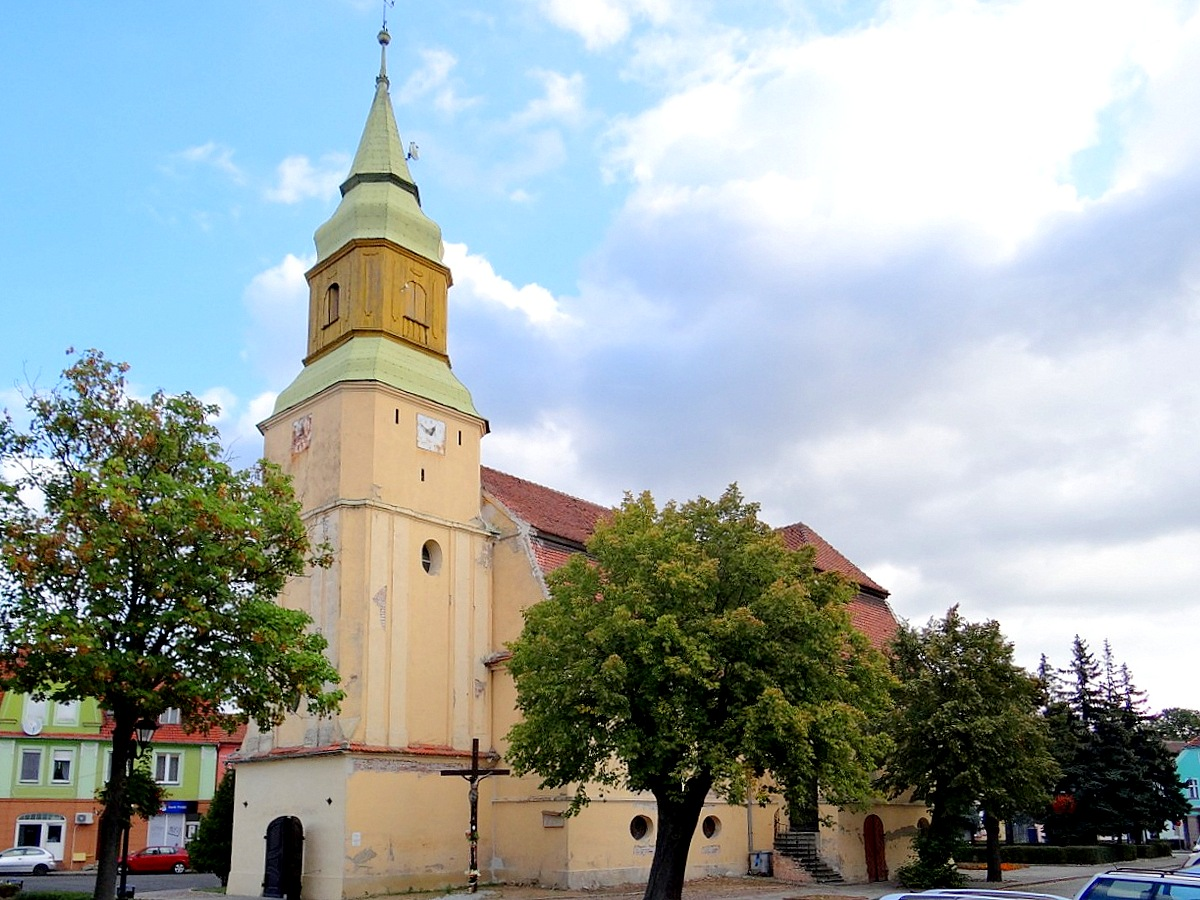
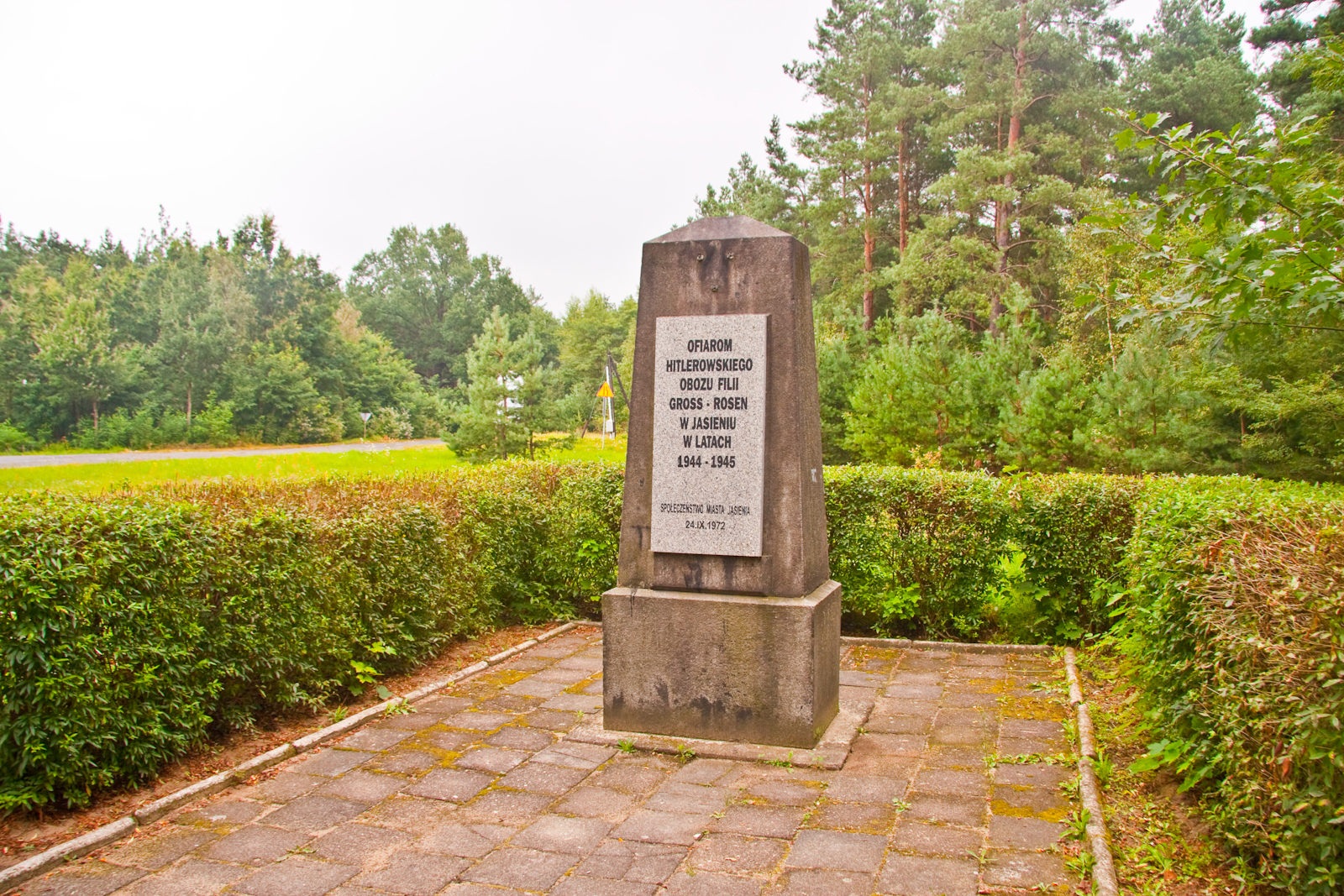
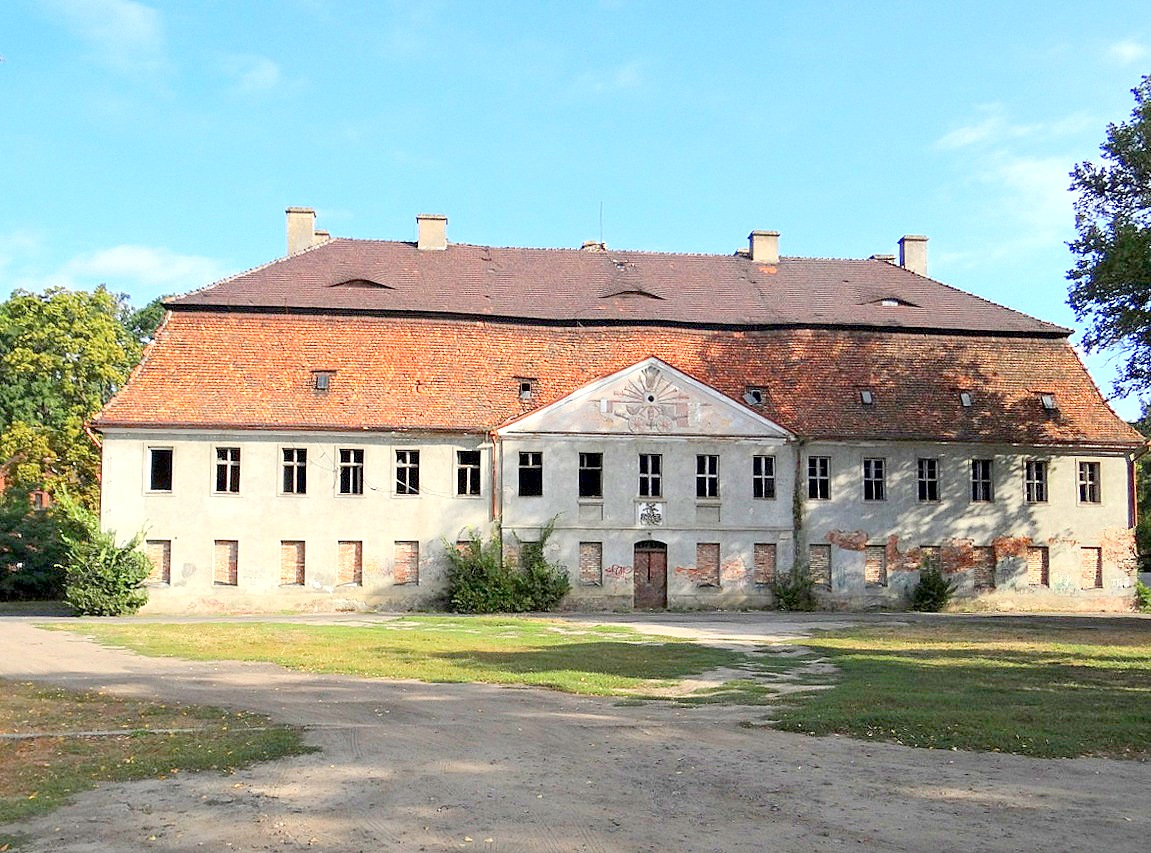